# Drayton Manor
Drayton Manor is een pretpark in Drayton Bassett, Staffordshire, Engeland. Het park werd geopend op 16 oktober 1949. Het is 113 hectare groot en krijgt ruim een miljoen bezoekers per jaar. Er zijn drie ingangen, en een 40-tal attracties waaronder 4 achtbanen. In 2008 opende het themagebied Thomas Land. Thomas Land wordt op regelmatige basis geopend terwijl de rest van Drayton Manor gesloten blijft. Naast het pretpark is er ook Drayton Manor Zoo welke het hele jaar door open is. In 2011 opende het een hotel.

## Attracties

### Achtbanen
| Naam        | Type                    | Bouwer   | Bouwjaar | Opmerkingen                               | Foto |
| ----------- | ----------------------- | -------- | -------- | ----------------------------------------- | ---- |
| Shockwave   | Staande achtbaan        | Intamin  | 1994     |                                           |      |
| Accelerator | Family Boomerang        | Vekoma   | 2011     | Heette tot 2016 "Ben 10 Ultimate Mission" |      |
| Jormungandr | Gemotoriseerde achtbaan | Zamperla | 1987     |                                           |      |

### Waterattracties, dark- en thrillrides
| Naam                               | Type                  | Bouwer     | Bouwjaar | Foto |
| ---------------------------------- | --------------------- | ---------- | -------- | ---- |
| River Rapids                       | Rapid river           | Intamin AG | 1993     |      |
| Stormforce10                       | Boomstamattractie     | Bear Rides | 1999     |      |
| Golden Nuggets Wild West Shoot Out | Interactieve darkride | Zamperla   | 2000     |      |
| Pirate Adventure                   | Dark water ride       | MACK Rides | 1990     |      |
| The Haunting                       | Madhouse              | Vekoma     | 1996     |      |
| The Bounty                         | Schommelschip         | Intamin AG | 2007     |      |
| Maelstrom                          | Frisbee               | Intamin AG | 2002     |      |

### Familieattracties
- Big Wheel - reuzenrad
- Carousel - draaimolen
- Dodgems - botsauto's
- Drayton Queen - rondvaart
- Drunken Barrels - theekopjes
- Excalibur - tow boat ride (2003 - 2011)
- Jolly Buccaneer - rupsbaan
- Flying Dutchman - zweefmolen
- Polperro Express Railway - rondrit
- Sodor's Classic Cars - rondrit
- Crazy Golf - minigolf

### Thomas Land

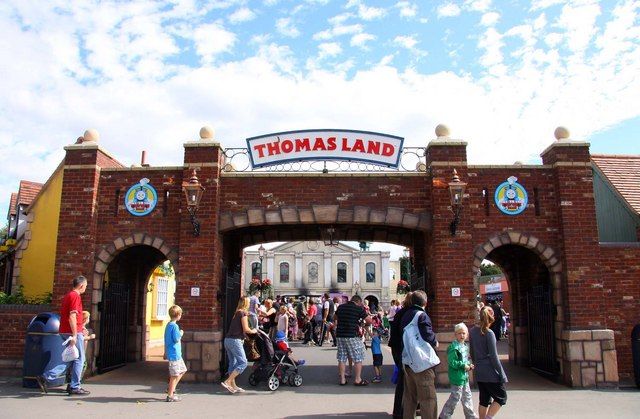
Ingang Thomas Land

- Troublesome Trucks Runaway Coaster - Junior Coaster van Gerstlauer, 2008
- Captain's Sea Adventure - een mengeling tussen een Splash battle en een theekopjesattractie
- Cranky's Drop Tower - Shot and Drop voor kinderen
- Diesel's Locomotion Mayhem - rondrit
- Rockin' Bulstrode & Sodor Docks - rockin' Tug
- Crazy Bertie Bus - kinder-vliegend tapijt
- Harold's Heli Tours and Engine Shed - draaimolen
- Jeremy's Flying Academy - Red Baron
- Knapford Station - rondrit
- Lady's Carousel - draaimolen
- Terence's Driving School - Botsauto's

## Drayton Manor Zoo
In Drayton Manor is ook een dierentuin van 6 ha met meer dan 100 diersoorten, waaronder:
Zoogdieren
- Ateles fusciceps rufiventris
- Belangers toepaja
- Capibara
- De Bruijnpademelon
- Dwergzijdeaapje
- Euraziatische lynx
- Gewoon stekelvarken
- Goudkopleeuwaapje
- Keizertamarin
- Kirks dikdik
- Kuifmakaak
- Laaglandtapir
- Mara
- Pinchéaapje
- Prevosts klapperrat
- Resusaap
- Ringstaartmaki
- Rode panda
- Springtamarin
- Stokstaartje
- Sumatraanse tijger
- Vissende kat
- Witgezichtsaki
- Withandgibbon
- Zwartstaartzilverzijdeaapje

Vogels
- Amethistspreeuw
- Bichenows astrild
- Binsenastrild
- Blauwkeelparkiet
- Blauwmaskerpapegaaiamadine
- Briluil
- Chileense flamingo
- Driekleurige glansspreeuw
- Edwards' fazant
- Emoe
- Goudfazant
- Goulds amadine
- Grijsborstparkiet
- Grijze kroonkraanvogel
- Grijze roodstaartpapegaai
- Hawaiigans
- Hoornparkiet
- Laplanduil
- Laysaneend
- Lord Derby's parkiet
- Molukse kaketoe
- Nandoe
- Napoleonwever
- Roodkuiftoerako
- Sneeuwuil
- Spitsstaartamadine
- Visayaneushoornvogel
- Waaliaduif
- Wijnborstamazone
- Witte kaketoe
- Zonparkiet
- Zwaluwpapegaai
- Zwarte kaketoe
- Zwarte neushoornvogel

Amfibieën en reptielen
- Ahaetulla prasina
- Amphiglossus reticulatus
- Anaconda
- Anolis grahami
- Bitis rhinoceros
- Chilabothrus angulifer
- Dasypeltis fasciata
- Excidobates mysteriosus
- Fijileguaan
- Gewone chuckwalla
- Gilamonster
- Gouden gifkikker
- Gouden mantella
- Groene hondskopboa
- Halsbandleguaan
- Heterixalus alboguttatus
- Klemmer's daggekko
- Laemanctus serratus
- Lygodactylus williamsi
- Madagaskarbladneusslang
- Madagaskar-haakneusslang
- Madagaskar-hondskopboa
- Madagaskarleguaan
- Mexicaanse korsthagedis
- Oplurus cyclurus
- Panterkameleon
- Petrosaurus thalassinus
- Phelsuma dorsivittata
- Phelsuma kochi
- Phrynosoma solare
- Phyllobates terribilis
- Phyllomedusa bicolor
- San Francisco kousenbandslang
- Sceloporus malachiticus
- Smaragdvaraan
- Smaug mossambicus
- Spleetschildpad
- Standing daggekko
- Stralenschildpad
- Tomaatkikker
- Tracheloptychus petersi
- Uroplatus henkeli
- Westelijke haakneusslang
- Woestijnleguaan
- Zonosaurus laticaudatus

### Fokprogramma's
Het park neemt deel aan meerdere internationale fokprogramma's en coördineert en beheert het EEP-stamboeken voor de keizertamarin.